# Bourgogne (Marne)
Bourgogne település Franciaországban, Marne megyében. Lakosainak száma 988 fő (2018. január 1.). Bourgogne Auménancourt, Bétheny, Brimont, Fresne-lès-Reims és Saint-Étienne-sur-Suippe községekkel határos.

## Népesség
A település népességének változása:
| Lakosok száma | 992  | 966  | 1407 | 979  | 988  |
|               | 2013 | 2015 | 2016 | 2017 | 2018 |